# GLI1
Le GLI1 est un facteur de transcription à doigt de zinc, dont le gène est le GLI1 situé sur le chromosome 12 humain.

## Rôles
Il appartient à la famille des GLI, intervenant dans l'embryogenèse et la cancérogenèse et régulée par la voie du Hedgehog.
Il est exprimé sur certaines cellules souches mésenchymales, ces dernières intervenant dans la formation d'une fibrose. Il est également exprimé par les fibroblastes, les kératinocytes et différentes cellules cancéreuses 